# RBI (Risk Based Inspection)
RBI (Risk Based Inspection) - współczesne metody planowania inspekcji i badań profilaktycznych obiektów/instalacji wykorzystujące zasady oceny ryzyka.
Metody te zawierają następujące etapy postępowania:
1. zidentyfikowanie i ocenę ryzyka związanego z eksploatacją określonego obiektu,
2. zdefiniowanie przewidywanych nieciągłości oraz etapów postępowania i zakresów badań,
3. wykonanie badania w celu wykrycia nieciągłości,
4. ponowną ocenę ryzyka, jeśli ma zastosowanie,
5. ocenę konsekwencji ekonomicznych i zagrożenia bezpieczeństwa.
6. podjęcie decyzji o dalszym postępowaniu - naprawie lub wymianie wadliwego elementu.

Metody RBI są zaimplementowane i stosowane w zintegrowanym systemie informatycznym SZEOR.